# Sant'Agata Bolognese
Sant'Agata Bolognese är en ort och kommun i storstadsregionen Bologna, innan 2015 i provinsen Bologna, i regionen Emilia-Romagna i Italien. Kommunen hade 7 404 invånare (2018).